# Hengoat
Hengoat (tiếng Breton: Hengoad) là một xã của tỉnh Côtes-d’Armor, thuộc vùng Bretagne, tây bắc Pháp.

## Dân số
Người dân ở Hengoat được gọi là Hengoatais.